# Blakely Mattern
Blakely Elizabeth Mattern (* 17. September 1988 in Simpsonville, South Carolina) ist eine US-amerikanische Fußballspielerin.

## Karriere
Mattern begann ihre Karriere im Jahr 2009 bei den Charlotte Lady Eagles in der W-League. Anfang 2010 wurde sie während des WPS-Draft in der dritten Runde an Position 21 von Atlanta Beat verpflichtet, kam jedoch dort nicht zum Einsatz und kehrte daher noch im selben Jahr zu den Lady Eagles zurück.
In der Saison 2011/12 spielte Mattern für den Eredivisie-Teilnehmer FC Twente Enschede. Aufgrund einer Verletzung verließ sie Twente am Saisonende und entschloss sich, die notwendige Operation sowie Reha in ihrer Heimat durchzuführen. Danach lief sie im Jahr 2013 für die Carolina Elite Cobras in der W-League auf. Am 23. Juli 2013 gab der Damallsvenskan-Teilnehmer Mallbackens IF die Verpflichtung der beiden US-Amerikanerinnen Jessica Shufelt und Mattern bekannt. Nach dem Abstieg Mallbackens zum Saisonende 2013 verließ sie den Verein und kehrte zur Saison 2014 zu den Carolina Elite Cobras zurück.